# Wanda Bieler
Wanda Bieler (* 7. Juli 1959 in Gressoney) ist eine ehemalige italienische Skirennläuferin. Sie ist die jüngere Schwester des Skirennläufers Franco Bieler.
Bieler gewann im Januar 1976 als 16-Jährige in der Abfahrt von Bad Gastein mit einem 5. Platz ihre ersten Punkte im Weltcup. Diesen Platz egalisierte sie 1978 im Slalom von Piancavallo. Ihre beste Saison realisierte Bieler 1980/81, als sie im Gesamtweltcup den 17. Platz belegte. Dies aufgrund einer Reihe von guten Platzierungen in den Slaloms und Riesenslaloms. Ein 3. Platz im Riesenslalom von Aspen hinter Tamara McKinney und Erika Hess bedeutete ihr bestes Weltcup-Ergebnis. Ende der Saison 1981/82 trat sie zurück.
Bieler wurde 1977 Junioreneuropameisterin im Slalom, im selben Jahr Italienische Meisterin in der Abfahrt und 1981 Italienische Meisterin im Riesenslalom.